# コガネパン
コガネパン は岐阜県岐阜市にある各種パンを製造・販売する企業。

## 沿革
- 1947年1月 創業
- 1961年 株式会社に改編
- 1974年 工場建設

## 会社概要
1947年1月に竹中恭平・鈴子夫妻が岐阜市内で創業したのが始まりである。当時は太平洋戦争終戦後であったためにパンの原料が入手困難のため代用原料でパンを作っていた。社名の由来は創業時に店舗が岐阜市金町(こがねまち)にあったことからコガネパンと名付けられた。その後食糧事情の改善によりパンの原料が入手可能になってからはマイクロバスを改造した車両で市内各地に訪問販売をするようになった。この車両に書かれていたキャッチコピーのママも坊やもコガネパンは現在も使用されており、80年代は岐南町の東海道本線沿線にこれが書かれた看板を立てていた。また、岐阜県内の学校給食用パンの製造や米飯事業も併営している。
80年代には岐阜放送ラジオの15時の時報スポンサーであった。

## 工場
- 本社に併設。